# Abd ar-Rahman II.
Abd ar-Rahman II. (arapski: عبد الرحمن الأوسط) (792. — 852.) bio je omejidski emir u al-Andalusu od 822. do svoje smrti. Ovaj je vladar poznat kao ratnik i mecena.
Rođen u Toledu, Abd ar-Rahman je bio sin emira al-Hakama I. od Córdobe. U Abd ar-Rahmanovoj mladosti dogodio se masakr plemića na banketu. Krvoproliće je naredio Abd ar-Rahmanov otac.
Abd ar-Rahman naslijedio je oca te se upustio u rat s kraljem Alfonsom II. Asturijskim. Godine 837., emir je uspješno „ugušio” bunu kršćana i židova u Toledu.